# Merychippus
Genre
Merychippus est un genre fossile de chevaux primitif qui a vécu au Miocène de 17 à 11 Ma avant notre ère. Il avait trois doigts à chaque pied. Il a été décrit comme le premier cheval qui ruminait (son nom signifie « cheval ruminant ») même si aujourd'hui cette hypothèse est remise en cause[réf. nécessaire].

## Description
Merychippus vivait en troupeaux. Il mesurait environ 1,20 m et était le plus grand cheval ayant existé jusqu'alors. Son museau était plus long, sa mâchoire plus profonde et ses yeux plus écartés qu'aucun autre animal semblable au cheval ayant vécu jusqu'à maintenant. Le cerveau était également beaucoup plus grand, ce qui le rendait plus intelligent et plus agile. Merychippus était le premier cheval à posséder la tête caractéristique de chevaux actuels. Le pied était complètement soutenu par des ligaments et le doigt médian se terminait par un sabot sans coussinet charnu sur le fond. Dans quelques espèces de Merychippus, les doigts latéraux étaient plus grands, alors que dans d'autres, ils s'étaient réduits et ne touchaient plus le sol qu'en pleine course. Ses dents ressemblaient à celles de Parahippus (les crêtes supplémentaires qui n'apparaissaient pas toujours chez Miohippus étaient régulièrement présentes chez Merychippus et les autres dents commençaient à former une série de grandes crêtes avec des couronnes plus hautes).
Vers la fin du Miocène, Merychippus était un des premiers brouteurs rapides. Il est à l'origine d'au moins dix-neuf espèces différentes de brouteurs, qui peuvent être réparties par catégories dans trois groupes importants. On parle souvent de cette explosion évolutive comme de la « radiation des Merychippinés ».
Le premier groupe était une série de brouteurs à trois doigts connus sous le nom d'Hipparion. Ces derniers ont été une grande réussite évolutive et se sont divisés en quatre genres et au moins seize espèces, comprenant des petits et des grands brouteurs avec des fosses faciales grandes et compliquées. Le deuxième était un groupe de chevaux plus petits, connus comme protohippinés, qui comprenaient Protohippus et Calippus. Le dernier était une lignée de « vrais chevaux » chez lesquels les doigts latéraux étaient plus petits que chez les autres proto-chevaux. Dans le dernier genre, les doigts latéraux ont fini par disparaître complètement à la suite du développement de ligaments latéraux qui aidaient à stabiliser le doigt médian pendant la course.

## Référence
- (en) Leidy 1856 : Notices of extinct Vertebrata discovered by Dr. F.V. Hayden, during the expedition to the Sioux country under the command of Lieut. G.K. Warren. Proceedings of the Academy of Natural Sciences of Philadelphia, vol. 8, p. 311–312.